# 佛蒙特街
佛蒙特街（英語：Vermont Street）是一条位于美国加利福尼亚州旧金山波特雷罗山的南北向街道。
佛蒙特街是波特雷罗山一系列以美国州名命名的街道之一，名称来自于佛蒙特州。它北起接近市场南区的分区路（Division Street），与美國國道101并行向南；在22街佛蒙特街以行人天桥跨越至国道另一侧，向南延伸到25街；从26街开始佛蒙特街继续出现于国道东侧，向南直至尽头的塞萨尔·查韦斯街。
在20街和22街之间接近麦金利广场的区域，佛蒙特街有7个急弯。这使其与著名的倫巴底街（九曲花街）成为旧金山最弯曲的街道的竞争者，虽然佛蒙特街坡度更陡，但它弯道数量比伦巴底街少。在旅游频道的《是真是假》（Fact or Fiction）的一集中，詹姆斯·拉米雷斯测量了伦巴底街和佛蒙特街的弯度，佛蒙特街以1.56比1.2成为弯度更大的街道。在《加州黄金》（California's Gold）的13011集中旧金山公共建设部也提供了同样的结论。
与红砖砌成、遍植鲜花的伦巴底街不同，佛蒙特街由混凝土铺成，游人罕至。
佛蒙特街是克林·伊斯威特1973年的电影《緊急搜捕令》中一个追逐场景的发生地。